# Люараси, Скандер
Скандер Люараси (19 января 1900 года — 27 апреля 1982 года) — албанский преподаватель, переводчик, драматург, публицист, исследователь, участник Гражданской войны в Испании, автор словаря.

## Жизнь
Родился в Люарасе, его отцом был Петро Нини Люараси, потомок лигурийской семьи Косталари. Скандер получил начальное школьное образование в Корче и Неговане (1909—1911 гг.). Затем он проходил обучение в Роберт-колледже в Стамбуле (1912—1913), которое продолжилось в Академии Истона, Нью-Йорк (1914—1916). Затем Скандер поступает в Международный колледж в Спрингфилд, Массачусетс, США (1916—1920). После окончания обучения вернулся в Албанию, где работал в отделении Красного Креста в Эльбасане. В 1922—1926 годах учится в классической гимназии в Фрайштадте и в 1930 году оканчил филологический факультет в Вене.
В 1930—1936 годах работал учителем в Тиране, Влёре и Шкодере.
Он был первым албанцем, который уехал сражаться на стороне республиканцев в Гражданской войне в Испании. В декабре 1936 года Люараси пересёк греческую границу в районе Флорины, чтобы отправиться в Афины, затем во Францию и, наконец, в Испанию. Во Франции Люараси встречался с Лазаром Фундо и Али Кельменди, предлагал основать газету «Национальная свобода», Фундо при этом открыто говорил Люараси, что республиканцы имеют мало шансов на победу, но, несмотря на это, Скандер всё равно отправился в Испанию, где и оставался вплоть до окончания гражданской войны в 1939 году.
После окончания гражданской войны Люараси был интернирован во Франции, а затем выдан нацистам. Вплоть до 1944 года он находился в различных концлагерях во Франции, а возвратился на родину только в марте 1945 года.
После освобождения страны был инициатором создания Лиги писателей и членом Президиума до ноября 1949 года, когда он был исключён на несколько лет из Лиги за своё отношение к недемократическим методам Председателя Лиги и подчинение Лиги диктату правящей партии. Люараси также был депутатом Народного собрания Албании в 1946—1950 годах. В 1950-х годах он начал работу над созданием Академии наук. В 1956—1960 работал преподавателем.
За выдающуюся патриотическую антифашистскую деятельность, а также за литературную работу был удостоен высших наград: ордена Флага (1960) и «Честь нации» (1996).

## Работа
Люараси начал свою литературную деятельность в возрасте 17 лет. В 1930-х годах он выделяется как учитель, публицист, журналист, переводчик, драматург и участник некоторых прогрессивных печатных изданий. Он был главным редактором журналов: «Студент» в 1920 году, «Отрочество» в 1927 году, и «Свобода волонтеров» в Испании в 1937 году. Этот последний печатный орган албанских добровольцев в антифашистской борьбе в Испании. До 1992 года его деятельность (монографии, драмы, литература, литературная и историческая критика) была частично опубликована (в основном переводы) и не была анализирована с научной точки зрения.

## Произведения
1. Иса Болетини, монография
2. Исмаил Кемали, монография
3. Сестры Кириази, монография
4. Полковник Томсон
5. Петро Н. Люараси, жизнь и работа
6. Эмиграция, жизнь и поступки
7. Герасим Кириази, жизнь и работа
8. Севасти Кириази, жизнь и работа
9. В Интербригадах
10. «Рассвет свободы» — драма (показана в 1932 году)
11. Шторм в апреле — драма (показана в 1971 году)
12. Албанское публицистическое слово
13. Свободная албанская речь (журналистика и исследования)
14. Исторические воспоминания
15. Автобиографические воспоминания (Что я видел и слышал)
16. Три жизни, полковник Томсон — Исмаил Кемали — Иса Болетини